# Antonio Distaso
Antonio Distaso (Bari, 13 giugno 1966) è un politico italiano.

## Biografia
È figlio dello scomparso stimato esponente della Democrazia Cristiana pugliese Walter Distaso, che fu Presidente del Consiglio Regionale della Puglia in una breve finestra della IV Legislatura, dal 21 giugno al 27 ottobre 1985, e nipote dell'ex presidente della regione Puglia Salvatore Distaso.

### Attività politica

#### Elezione a deputato
Alle elezioni politiche del 2008 è candidato alla Camera dei Deputati, nella circoscrizione Puglia, nelle liste del Popolo della Libertà, venendo eletto deputato della XVI Legislatura.
Alle elezioni politiche del 2013 è ricandidato alla Camera dei Deputati, sempre nella circoscrizione Puglia, nelle liste del Popolo della Libertà, venendo rieletto deputato della XVII Legislatura.
Il 16 novembre 2013, con la sospensione delle attività del Popolo della Libertà, aderisce a Forza Italia.
Fa parte della corrente fittiana critica nei confronti del leader Silvio Berlusconi.
Il 30 maggio 2015, in disaccordo con le scelte politiche di Silvio Berlusconi, abbandona Forza Italia per aderire a Conservatori e Riformisti di Raffaele Fitto.
Il 19 novembre 2015 assieme agli altri deputati di CoR passa al Gruppo misto, aderendo alla componente "Conservatori e Riformisti".